# Леоніт
Леоніт — Мінерал, водний сульфат магнію острівної будови названий на честь німецького підприємця Лео Штріппельманна (Leo Strippelmann), C.A. Tenne, 1896.

## Загальний опис
- 1) Мінерал, водний сульфат магнію острівної будови.

Хімічна формула: K2Mg[SO4]2·4H2O.
Містить (%): K2O — 25,69; MgO — 10,99; SO3 — 43,67; H2O — 19,65.
Сингонія моноклінна. Вид призматичний.
Форми виділення таблитчасті і видовжені кристали, часто в зростанні з іншими мінералами соляних відкладів.
Густина 2,2.
Твердість 3,5.
Безбарвний, також жовтуватий.
Блиск восковий до скляного. Прозорий. На смак гіркий.
Зустрічається як вторинний мінерал в калійних соляних родовищах Прикарпаття (Україна), а також у ФРН, США.
За ім'ям німецького підприємця Лео Штріппельманна (Leo Strippelmann), C.A. Tenne, 1896.
- 2) Торговельна назва суміші авантюринового кварцу з кварц-порфіром.
- 3) «Тибетський камінь» — кварцовий жовтий порфір.